# 김규리 (1979년 6월)
김규리(본명: 김문선, 1979년 6월 27일~ )는 대한민국의 배우이다.
중학교 3학년이던 1994년 오디션을 거쳐 그 다음해인 1995년 영화 《애니깽》 촬영에 들어갔지만 이 일로 인해 학교를 결석해야 했고 급기야 영화도 개봉되지 못하는 수모를 겪다가, 1996년 《신고합니다》로 데뷔하였고, 1999년 《산전수전》, 2000년 《가위》에서 주인공을 맡아 연기했다. 이후 드라마와 영화에서 다양한 활동을 했지만 여러 연예인들과의 스캔들 문제와 본인이 속해있었던 매니지먼트 기획사 사건이 연관되어 2001년 《선희 진희》 이후 한동안 연기활동을 중단했다.
그러던중 2004년 KBS1 대하사극 《불멸의 이순신》으로 2년 여만에 브라운관에 복귀했고 그 이후에는 SBS 《연인》에서 하강재(이서진)의 오랜 연인 박유진 역을 연기했다.
김규리는 1999년 제7회 춘사영화예술상 신인여자연기상을, 1999년에는 춘사기념사업회 제22회 황금촬영상 신인연기상을 받았다.

## 출연 작품

### 영화
- 1998년 《여고괴담》 - 임지오 역
- 1999년 《산전수전》 - 정아현 역
- 2000년 《리베라 메》 - 현인성 역
- 2000년 《가위》 - 혜진 역
- 2004년 《분신사바》 - 이은주 역
- 2005년 《무등산 타잔, 박흥숙》 - 장영신 역
- 2008년 《쉿! 그녀에겐 비밀이에요》 - 미미 역
- 2013년 《어디로 갈까요?》[8] - 강희영 역

### 드라마
- 《남자대탐험》 (1996년, SBS) - 혜민 역
- 《신고합니다》 (1996년, KBS2) - 구종수 일병 애인 유세영 역
- 《봄날은 간다》 (1997년, KBS2) - 오자희 역
- 《전설의 고향 - 90년대 시리즈》 (1997년, KBS2) - 딸의 혼령 편 역
- 《질주》 (1997년, KBS2) - 채윤영 역
- 《사랑하니까》 (1997년, SBS) - 어세나 역
- 《LA아리랑》 (1997년, SBS)
- 《서울탱고》 (1998년, SBS) - 마시내 역
- 《장미와 콩나물》 (1999년, MBC) - 은수 역
- 《남자 셋 여자 셋》 (1999년, MBC) - ’홍경인은 택시에서 예쁜 여자’ 김규리 역
- 《전원일기》 (1999년, MBC)
- 《팝콘》 (2000년, SBS) - 윤현수 역
- 《선희 진희》 (2001년, MBC) - 강진희 역
- 《불멸의 이순신》 (2004년, KBS1) - 박미진 / 박초희 역
- 《연인》 (2006년, SBS) - 박유진 역
- 《멈출 수 없어》 (2009년, MBC) - 홍연시 역
- 《빛과 그림자》 (2011년, MBC) - 미현 역

### 뮤직비디오
| 연도 | 제목                            | 가수   | 비고                |
| ---- | ------------------------------- | ------ | ------------------- |
| 1996 | 〈너의 집 앞에서〉              | 쿨     |                     |
| 1999 | 〈순수〉                        | 김민종 | 5집 《인연》 수록곡 |
| 1999 | 〈영원〉                        | 최진영 |                     |
| 2001 | 〈그래서 행복합니다〉           | 쿨     |                     |
| 2001 | 〈한 (恨)〉                     | 얀     |                     |
| 2004 | 〈잔소리〉                      | 김건모 |                     |
| 2010 | 〈사랑이여 영원히 (2010 Ver.)〉 | 김종환 |                     |

### 진행
- 1997년 SBS <TV 특급 일요일이 좋다> MC[9]
- 1997년 SBS 《충전 100%쇼》MC
- 1998년 SBS 《인기가요》 MC
- 2000년 KBS2 《뮤직뱅크》 MC

### 교양
- 1996년 KBS1 《TV는 사랑을 싣고》 게스트

## 광고
- 1997년 존슨앤드존슨 존슨즈 베이비 로션
- 1997년 LG생활건강 마이빈
- 1998년 동아오츠카 포카리스웨트
- 1998년 롯데제과 제크
- 1998년 애경 하나로샴푸
- 1998년 SK텔레콤 스피드 011
- 1999년 SK텔레텍 스카이 IM-700
- 1998년 엡손 스타일러스
- 1998년 애경 B&F 에너지콜마사지
- 1999년 우리은행
- 1999년 리바트
- 1999년 코니카 센츄리아
- 2000년 대웅제약 베아제 (with 김석훈, 유지인, 박인환, 윤문식)
- 2000년 YES24 김규리 편
- 2000년 신영와코루 비너스 소프라
- 2001년 신영와코루 비너스 소프라 틱톡
- 2002년 LG생활건강 더블리치 (김규리 편)
- 2004년 국순당 백세주 (feat. 공형진, 박용하)
- 2010년 신명스카이뷰 주얼리

## 수상 경력
- 1999년 제22회 황금촬영상 신인연기상 《여고괴담》[10]
- 1999년 제7회 춘사대상영화제 새얼굴 여자연기상 《여고괴담》[11]